# Bernard Pauer
Bernard Pauer, uváděn též jako Bernhard Pauer (7. června 1827 Pilníkov – 21. června 1908 Trutnov), byl rakouský a český lékař a politik německé národnosti, v 2. polovině 19. století starosta Trutnova, poslanec Českého zemského sněmu a Říšské rady.

## Biografie
Vystudoval medicínu na Karlo-Ferdinandově univerzitě v Praze a na Vídeňské univerzitě (jako student ve Vídni se zapojil do revolučního hnutí roku 1848, byl dočasně vězněn). Titul doktora všeobecného lékařství získal roku 1858. Nastoupil coby lékař do regionu Krušných hor, ale již od roku 1859 bydlel v Trutnově. Profesí byl sezónním lékařem v Janských Lázních. Je autorem turistického průvodce z lázní a okolí, vydaného roku 1875. Byl jmenován čestným občanem Janských Lázní, Maršova, Pilníkova a Trutnova a Svobody nad Úpou. Bydlel v Trutnově. Přispíval do listu Reichenberger Zeitung.
Zastával i funkci starosty Trutnova. O svém působení na starostenském postu a také o zkušenostech z prusko-rakouské války napsal později vzpomínkovou knihu, nazvanou Trautenau 1866 Erinnerungen, Erlebnisse und Schriftstucke aus dem Kriegsjahr in und bei Trautenau. Během války roku 1866 se osobně podílel na ošetřování zraněných, coby člen rakouské organizace Červeného kříže. Císař František Josef mu za to udělil zlatý záslužný kříž s korunou.
V 60. letech 19. století zapojil i do zemské a celostátní politiky. V zemských volbách v lednu 1867 byl zvolen v kurii venkovských obcí (obvod Trutnov – Hostinné – Maršov – Žacléř) na Český zemský sněm. Mandát ve sněmu obhájil za týž obvod i v krátce poté vypsaných volbách v březnu 1867. Zasedal také v Říšské radě (celostátní zákonodárný sbor), kam ho vyslal zemský sněm roku 1867 (tehdy ještě Říšská rada nevolena přímo, ale tvořena delegáty jednotlivých zemských sněmů). Podle některých zdrojů zasedal v Říšské radě až do roku 1873, v rejstříku funkčního období Říšské rady 1870–1871 ani 1871–1873 ovšem jeho jméno uvedeno není.